# 金泰姬
金泰姬（韓語：김태희），韓國電視劇編劇。

## 作品列表

### 電視劇
- 2006年：KBS《偉大的遺產》
- 2007年：KBS《Drama Special－雙屍謀殺案》
- 2008年：KBS《大王世宗》
- 2010年：KBS《成均館緋聞》
- 2016年：KBS《Beautiful Mind》
- 2019年：tvN《60天-指定倖存者》
- 2022年：JTBC《財閥家的小兒子》

## 外部連結
- NAVE索 （页面存档备份，存于）